# Ice Hassles
Ice Hassles es originalmente el último episodio de la segunda temporada de The Troop, y a su vez, el último episodio de toda la serie.

## Sinopsis
El demonio de hielo vuelve a Lakewood incluso más poderoso que antes. Hayley, Jake y Kirby deben luchar contra la criatura antes de que se infecten y se conviertan en zombis.

## Reparto[4]
- Nicholas Purcell como Jake Collins
- Gage Golightly como Hayley Steele
- Matt Shively como Kirby Bancroft-Cadworth III.
- Malese Jow como Cadence Nash.
- John Marshall Jones como Sr. Stockley

## Argumento
Jake, Hayley, Kirby y Cadence están en la escuela bebiendo unas limonadas; Jake que le puso chocolate a su bebida y dice que será conocida y pedida su nueva bebida de limonada con chocolate, Hayley piensa que los está retando, así que toma la bebida al igual que Kirby, y Hayley le dice a Cadence que ella tiene que tomarla también por que ella ya es miembro del grupo y Cadence no puede creer que sea considerada miembro del grupo, los chicos la animan para que pruebe la bebida de Jake y lo hace. Poco después aparece la Troop Internacional que atrapa a Cadence pues es un monstruo y tienen planeado mandarla al mundo de los monstruos.
El señor Stockley lleva al líder de la Troop Internacional, de paseo por la escuela, para distraerlo y liberar a Cadence. Mientras tanto el monstruo de Hielo convierte en zombis a toda la escuela, pero antes Jake, Kirby y Hayley engañan a la Troop Internacional para hacerse pasar por relevos en donde tienen encerrada a Cadence y liberarla, ellos logran su misión y saliendo se despiden y le dicen a Cadence que se vaya, que Hayley la espera en Hanigan para entregarle algunas cosas. 
Jake y Kirby son perseguidos por los zombis junto con el Sr.Stockley y el líder de la Troop Internacional, llegan a la guarida y la Troop Internacional decide atrapar al demonio de hielo, después se encargaran de la Troop Lakewood y luego de la huida de Cadence. 
Hayley le da a Cadence algunas cosas, entre ellas el auto del señor Stockley para que se vaya, Hayley le dice que siempre será bienvenida si vuelve, pero ella lo duda. 
La Troop Internacional es atrapada por los zombis mientras Jake, Kirby y el Sr.Stockley escapan al baño de las damas, allí el Sr. Stockley decide arriesgarse a ser atrapado para que Jake y Kirby puedan escapar. Ya en Hanigan los chicos no saben que hacer cuando se encuentran rodeados de zombis, en tanto Cadence se niega a irse de Lakewood cuando ve que muchos chicos de la escuela han sido convertidos en zombis. Jake y Hayley disparan con sus armas pero no logran nada hasta que llega Cadence a salvarlos, Kirby no logra escapar y es atrapado.
Cadence, Jake y Hayley llegan a una pista de patinaje donde se encuentra el demonio de hielo y hacen un plan para destruirlo. Cadence es atrapada, aparece Kirby quien no es un zombi pero usa un traje de zombi y trata de ayudar, después Hayley y Kirby son atrapados y solo queda Jake que llega con el demonio de hielo pero no logra destruirlo y este moustruo lo congela como en el primer episodio de esta temporada. 
Cadence recuerda que fue aceptada por el grupo y decide convertirse en monstruo y se mete dentro del demonio de hielo para destruirlo. Cadence lo logra y los demás inmediatamente dejan de ser zombis. La Troop Internacional al ver que ha salvado a todos, deciden hacer miembro a Cadence, al final Hayley le dice a Cadence "Bienvenida a la Troop" y todos se unen en un gran abrazo.

## Estreno
| País / Región        | Canal                     | Estreno del Episodio      |
| -------------------- | ------------------------- | ------------------------- |
| Alemania             | Nickelodeon Alemania      | 8 de diciembre de 2011    |
| Países Bajos         | Nickelodeon Holanda       | 8 de diciembre de 2011    |
| Canadá               | Nickelodeon Canadá        | 20 de enero de 2012       |
| Argentina            | Nickelodeon Latinoamérica | 19 de febrero de 2012     |
| México               | Nickelodeon Latinoamérica | 19 de febrero de 2012     |
| Honduras             | Nickelodeon Latinoamérica | 19 de febrero de 2012     |
| Nicaragua            | Nickelodeon Latinoamérica | 19 de febrero de 2012     |
| Bolivia              | Nickelodeon Latinoamérica | 19 de febrero de 2012     |
| Chile                | Nickelodeon Latinoamérica | 19 de febrero de 2012     |
| Colombia             | Nickelodeon Latinoamérica | 19 de febrero de 2012     |
| Ecuador              | Nickelodeon Latinoamérica | 19 de febrero de 2012     |
| Panamá               | Nickelodeon Latinoamérica | 19 de febrero de 2012     |
| Perú                 | Nickelodeon Latinoamérica | 19 de febrero de 2012     |
| Uruguay              | Nickelodeon Latinoamérica | 19 de febrero de 2012     |
| Venezuela            | Nickelodeon Latinoamérica | 19 de febrero de 2012     |
| República Dominicana | Nickelodeon Latinoamérica | 19 de febrero de 2012     |
| Estados Unidos       | Nickelodeon               | cancelado por bajo rating |
| Estados Unidos       | Nicktoons                 | 8 de mayo de 2013         |